# Olho-de-cão-da-Barreira-de-Coral
O olho-de-cão-da-barreira-de-coral (Priacanthus blochii), é uma espécie de peixe tropical com uma ampla distribuição no Indo-Pacífico, pertence á família Priacanthidae, família que abrange os olhos-de-cão. Essa espécie tem a preferencia de viver em cardumes em recifes de corais rasos e profundos. Seus olhos grandes o ajudam a caçar durante a noite, suas principais presas são peixes e crustáceos pequenos. Raramente é visto no comércio de aquarismo, pois é considerado um peixe de médio porte e de difícil manutenção.
Essa espécie é nativa da região do Indo-Pacífico, sendo encontrado amplamente na Grande Barreira de Coral, na costa da Austrália para Fiji e Samoa até o Mar Vermelho para o golfo Pérsico, além de possuir registros na costa da África do Sul.